# プリントマネジメント
プリントマネジメントとは、企業の印刷物作成のプロセスを合理化することによるコストダウンを実現するサービスである。
一般的には以下のプロセスでサービスを提供している。
1. 過去に作成してきた印刷物の仕様、数量、コスト、外注先などの分析を行い、コストダウンの余地がどこにどの程度あるか把握する。
2. 印刷物発注側の業務フローを見直し、改善する。
3. コスト構造解析を通じてコストの「見える化」を進め、過去の価格推移や複数ある外注先の比較を行う。
4. コスト構造分析に基づき、印刷業務のプロとして外注先との交渉を行い、コストダウンを実現する。
5. コストダウンによる品質低下を防ぐため、品質管理基準を設定して運用する。また進捗管理、コンテンツ管理のシステム化も行う。
6. 印刷用紙の戦略的な調達を通じて更なるコストダウンを実現する。
7. 印刷物の在庫管理の合理化、配送コストの削減などを進める。

また、近年では印刷物だけでなく、Webやモバイル端末などのコンテンツを含めたトータルなメディア戦略の見直しもサービス領域に含まれてきている。
日本でプリントマネジメントサービスを提供している主な企業としてはERGOMPM、方正、シナジーコミュニケーションズなどが挙げられる。欧米ではWilliams Lea、Charterhouse、Inner Workingsなどの企業がある。